# Tilia membranacea
Tilia membranacea är en malvaväxtart som beskrevs av Hung T. Chang. Tilia membranacea ingår i släktet lindar, och familjen malvaväxter. Inga underarter finns listade i Catalogue of Life.